# Rio Murray
O Rio Murray (em inglês:  Murray River) é um rio da Austrália com cerca de 2.508 km de comprimento desde a sua fonte na Cordilheira Australiana até a sua foz no oceano Índico.
Nasce nos Alpes australianos, perto do Monte Kosciuszko, e faz boa parte das fronteiras entre os estados de Victoria e Nova Gales do Sul antes de entrar na Austrália Meridional e desaguar no oceano Índico perto de Adelaide, após ter recebido a contribuição de seus dois grandes tributários: o rio Murrumbidgee e sobretudo o rio Darling. Escoa a parte sudeste do Austrália e embora sendo o mais londo do país, o fluxo apresenta um débito fraco para um rio desta importância por causa das precipitações insuficientes nas regiões que cruza e do uso volumoso de suas águas para a agricultura e para as cidades próximas de suas margens.
O Murray, largamente presente na mitologia dos Aborígenes (que lhe chamaram Millewa), não foi explorado no curso da primeira metade do século XIX pelos europeus instalados no país mas fez um grande papel na navegação e no desenvolvimento das atividades agrícolas na Austrália. Sua fauna e sua flora endêmica oferecem um rico patrimônio natural, mas hoje estão ameaçadas pela introdução de espécies invasoras e pela grande exploração das suas águas.

## Etimologia
O rio tem o nome do secretário estatal britânico nas colônias na hora da sua descoberta pelos europeus, George Murray, e foi dado pelo explorador Charles Sturt.

## O habitat

### Geografia

O rio Murray

Muito longo (tem 3.370 km), o Murray tem a sua nascente na forest hill, 40 km a sul do Monte Kosciuszko, nos Alpes Australianos, a 1.800 m de altitude e drena o lado ocidental das montanhas mais altas do país. Cruza as planícies interiores possuindo muitos meandros, e formando a fronteira entre os estados de Victoria e Nova Gales do Sul. Seu curso, primeiramente orientado para oeste-noroeste, inclina no sentido do sul (logo após sua união com o Darling); nos seus últimos 500 km flui através do estado da Austrália Meridional. O Murray cruza o lago Alexandrina perto da lagoa de Coorong, antes de desembocar no oceano Índico perto de Goolwa.
O Murray é parte do sistema fluvial Murray-Darling, sistema com 3.750 km de comprimento que drena as terras dos estados de Victoria, de Nova Gales do Sul e o sul de Queensland. A bacia hidrográfica deste sistema cobre uma zona de 1.061.469 km², que representa só 14% do território australiano. O Murray conta dois tributários principais pela sua margem direita: o Darling, com 2.739 km (une ao Murray perto de Wentworth), e o rio Murrumbidgee que flui por 1.690 km antes de unir o fluxo com o Murray (perto de Robinvale). Também recebe as águas de alguns tributários de comprimento menor pela sua margem esquerda: os rios Mitta Mitta (160 km), Kiewa (100 km), e especialmente o rio Goulburn (563 km).

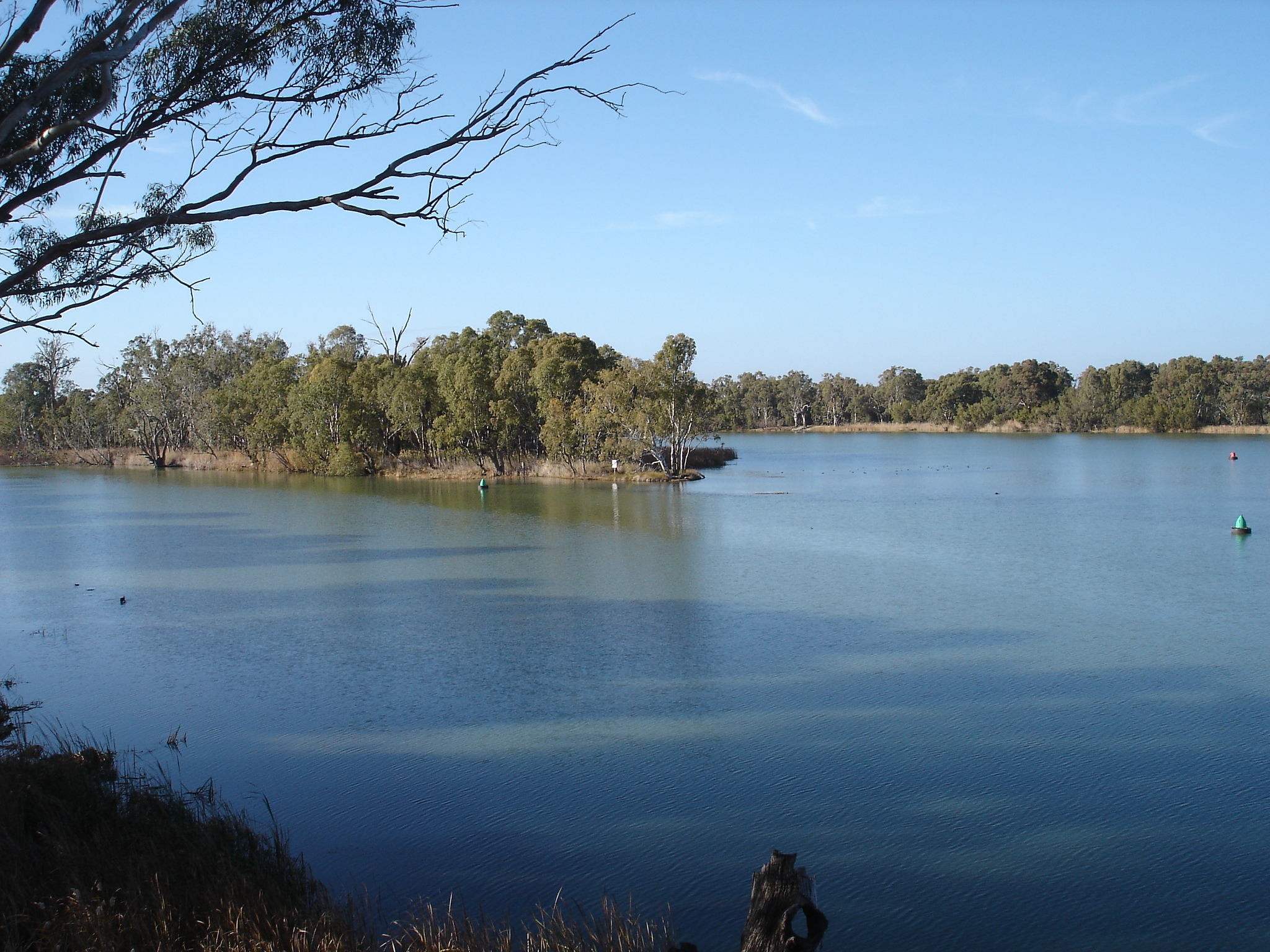
A confluência do Murray e do Darling (em primeiro plano) em Wentworth

O Murray forma uma grande parte da divisa que separa os estados de Victoria e Nova Gales do Sul. A fronteira é feita pelo nível mais alto das águas na margem sul do fluxo (ou seja, o rio encontra-se completamente no estado de Nova Gales do Sul). Esta definição da fronteira entre os estados causou muitos problemas após o curso ser ligeiramente modificado desde que esta fronteira foi introduzida em 1851.
Ao oeste do meridiano 141º, o Murray separa por 3,6 km o estado de Victoria (ao sul) da Austrália Meridional (ao norte). A explicação disto é a seguinte: o rei Guilherme IV do Reino Unido ordenou em 1836, por uma carta imperial sobre a criação do estado, que a borda oriental da Austrália Meridional seria o meridiano 141º. Mas enganos seguintes de medida, os geômetras do tempo (Tyers, Vadeie e Branco) que trabalharam no rio, colocaram os limites do local do meridiano 141º, 3,6 km mais para o oeste. O limite que separa Victoria da Austrália Meridional não está então alinhado com aquele que separa a Nova Gales do Sul da Austrália Meridional. Na realidade, é então o Murray que serve como limite entre os dois estados em cerca de 3,6 km. Isto fez com que Victoria e Austrália Meridional pedissem a mudança durante muitos anos, e tal só foi ajustado em um apelo em 1914 pelo conselho privado que decidiu manter o primeiro traçado, em troca do pagamento por parte de Victoria de £215.000 de compensação para a Austrália Meridional.
Depois deste ponto, o rio flui completamente dentro do estado da Austrália Meridional.

### Hidrologia

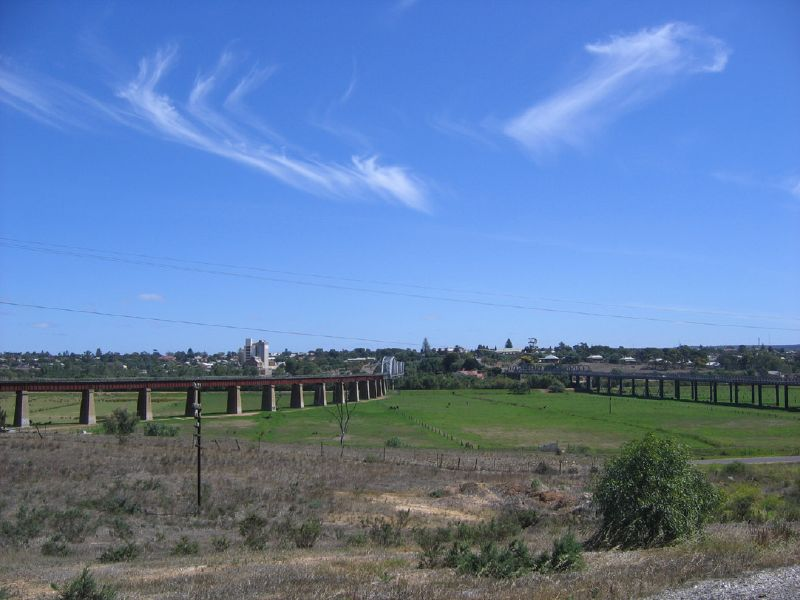
Pontes de via férrea (na esquerda) e estrada (à direita) na zona sujeita a inundações do Murray na Austrália Meridional perto de sua foz

O Murray transporta uma quantidade muito fraca de água, comparada a outros rios de tamanho semelhante no mundo, e com grandes diferenças de débito durante o ano; o caudal mediano é calculado em 450 m³/s depois da confluência com o Darling em Wentworth (ou um débito específico de 0,4 l/s/km², contra 6 l/s/km² do rio Ob e 30 l/s/km² do rio Amazonas). O número anunciado no artigo da Enciclopédia Britannica sobre o rio Murray é de 0,89 m³/s corresponde ao débito (quase inexistente) do Murray em sua foz. Sujeito a uma forte evaporação, irrigação intensiva para a agricultura e abastecimento hídrico da cidade de Adelaide, o rio leva pouca água doce ao oceano. Estas situações conduzem ao assoreamento progressivo do estuário, da salinização progressiva dos cursos de água situados acima da foz e o rompimento sério de ecossistemas frágeis. Considerando isto, já ocorreu em duas ou três ocasiões que o rio foi completamente secado em período de aridez extrema.
O regime do Murray, de tipo pluvial, é complexo porque o curso do rio cruza ambientes climáticos diferentes. Porém, uma constante se impõe: as precipitações chegam progressivamente da fonte à foz. A partir de Echuca, na mesma longitude de Melbourne mas 180 km ao norte, a pluviosidade anual chega aos 400 mm, fazendo com que o rio fique então na zona semi-árida, já em Mildura, logo antes sua confluência com o Darling, o Murray alcança a pluviosidade dos 300 mm colocando o rio praticamente na zona do limite da aridez até sua foz. Da mesma maneira para esta redução a jusante das precipitações, a evaporação aumenta nas regiões atravessadas, fazendo com que o rio não aumente seu caudal.

### Foz

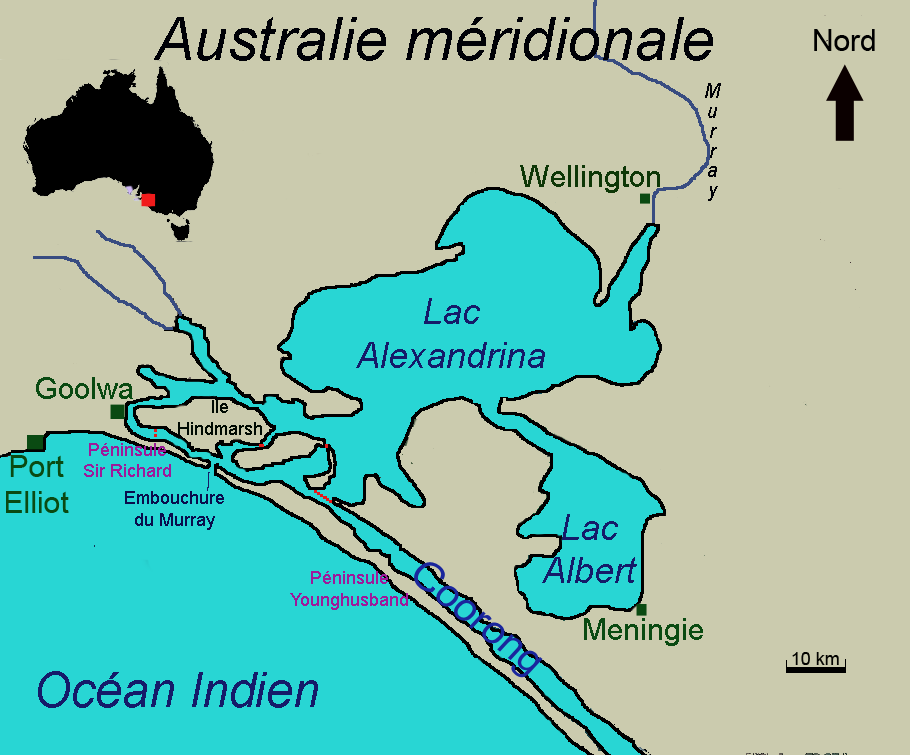
O lago Alexandrina

O Murray desagua no Oceano Índico ao sul de Goolwa mas sua foz não permite ao rio de ter um grande papel comercial, apesar das esperanças dos primeiros exploradores.
Efectivamente, quando os primeiros exploradores europeus marcharam na descoberta da foz do Murray, tinham grandes esperanças de encontrar uma rade adaptada à navegação. Se tal tinha sido o caso, o Murray poderia ser utilizado como escoamento e via primeiramente natural das mercadorias exportadas e importadas em toda a bacia do Murray. Mas o primeiro explorador, o capitão Charles Sturt, achou uma foz cheia de armadilhas para os barcos que tinham que fazer uma passagem para a mar através das marés passando pelo banco de areia que separa a lagoa Coorong do mar.
Ademais, os registos oficiais indicam que a posição destas marés variou durante a história. No tempo em que o débito do rio era mais potente e onde a mar era mais agitado, o banco de areia podia estar localizado nos dois lados: pelo rio quem tinha que se fazer um caminho para o oceano e pelo oceano que, a maré elevada ou em caso de tormenta, ampliava as marés formadas pelo rio ou conseguia fazer seu próprio caminho. Novas passagens foram assim criadas enquanto outras se fechavam o que tornava ainda mais difícil a navegação dos barcos.
Actualmente, o rio desagua primeiramente numa vasta extensão de água: o lago Alexandrina antes de chegar em um grupo de ilhas conectadas por barragens. Ele faz um canal rodeando ao Norte pela ilha Hindmarsh, a maior das ilhas, para se desaguar na mar após uma última viagem. Todas essas barragens podem estar abertas em casos de cheia do rio mas são fechadas para impedir o oceano de avançar ademais 25 km no Murray a maré elevada e sobretudo conservar água doce no lago Alexandrina. O canal de Goolwa, com um comprimento de algumas centenas de metros, é separado do mar por um banco de areia: a península de Sir Richard.

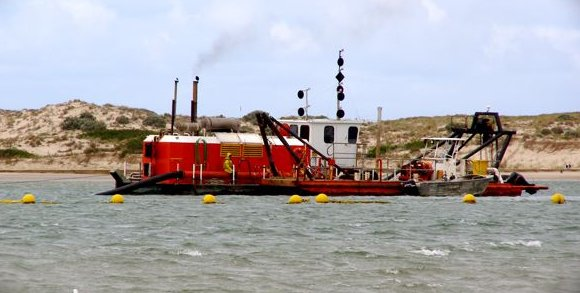
Dragage do estuário do Murray visto desde a ilha de Hindmarsh

Prolonga-se ao sudeste sobre mais de cem quilómetros pela lagoa Coorong separada do oceano pela península Younghusband.
Como a água do rio é utilizada pelos fazendeiros para o irrigação em quatro Estados australianos e o fornecimento de água da maioria das cidades ao longo do rio e outras cidades conectadas por aquedutos, resulta uma queda do débito e muito material sedimentar levado ao estuário que é um dos sinais mais visíveis de exploração do rio. Uma operação de dragagem da foz começou em outubro de 2002 com o fim de manter uma vazão mínima no mar e a lagoa de Coorong. Sem esta dragagem permanente, a foz seria invadida e acabaria por atascar-se, interrompendo assim o fluxo de água de mar da lagoa, o que poderia a termo provocar seu reaquecimento e seu desaparecimento. No meio do ano 2006, com a melhora notável da situação, foi decidido reduzir a amplitude da operação de duas máquinas de dragagem a uma só. Um operador privado assegura agora a conexão entra Goolwa e Coorong atravessando a foz do rio.

### História geológica
A história geológica do rio quem remonta há 65 milhões de anos é marcada por dois fatos importantes: a existência de um imenso lago em sua atual região aval, o lago Bungunnia, e a formação perto de Echuca de uma falha após um movimento de terreno, a falha de Cadell (do nome do primeiro explorador quem desceu o rio em canoa), quem permitiu o desenvolvimento dos célebres bosques de eucaliptos de Barmah.

#### O lago Bungunnia
Durante um longo período compreendido entre 2,5 e 0,6 milhões de anos, o curso do Murray terminava num imenso lago de água doce (fenômeno de endorismo), o lago "Bungunnia", hoje desaparecido. Este lago tinha-se formado no final de um movimento tectônico que teve lugar ali há 2,5 milhões de anos e que bloqueou o fluxo do rio perto da cidade de Swan Reach. Durante a sua maior extensão geográfica, o lago tinha uma superfície de 33.000 km², estendendo-se até o lago Menindee ao norte e até "Boundary Bend" ao sul. A ruptura da represa retendo a água, a recuperação do fluxo e o assoreamento do lago Bungunnia tem aproximadamente 700.000 a 600.000 anos e foram acontecimentos determinantes para a evolução da flora e a fauna da região.

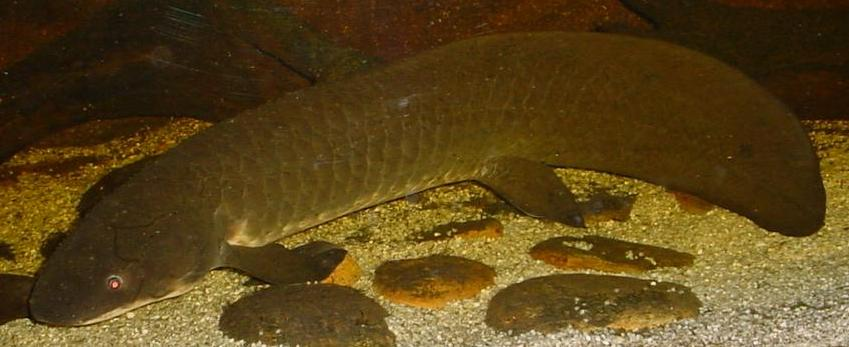
O Neoceratodus forsteri

As grossas camadas de argila depositadas ao fundo do lago são ainda visíveis sobre os falésias ao redor de Chowilla em Austrália Meridional e são os rastros de um elevado nível de água no lago. De quedas de chuva muito importantes foram necessárias para conservar um tal nível e o assoreamento do lago Bungunnia parece corresponder ao final de um período úmido na história do estanque fluvial Murray-Darling e ao princípio de condições áridas similares às que se conhece hoje em dia.
Uma espécie de peixes dipnóicos, Neoceratodus forsteri, vivia no lago Bungunnia; hoje são somente encontrados em alguns rios de Queensland.

#### Falha de Cadell e a formação dos bosques de eucaliptos de Barmah

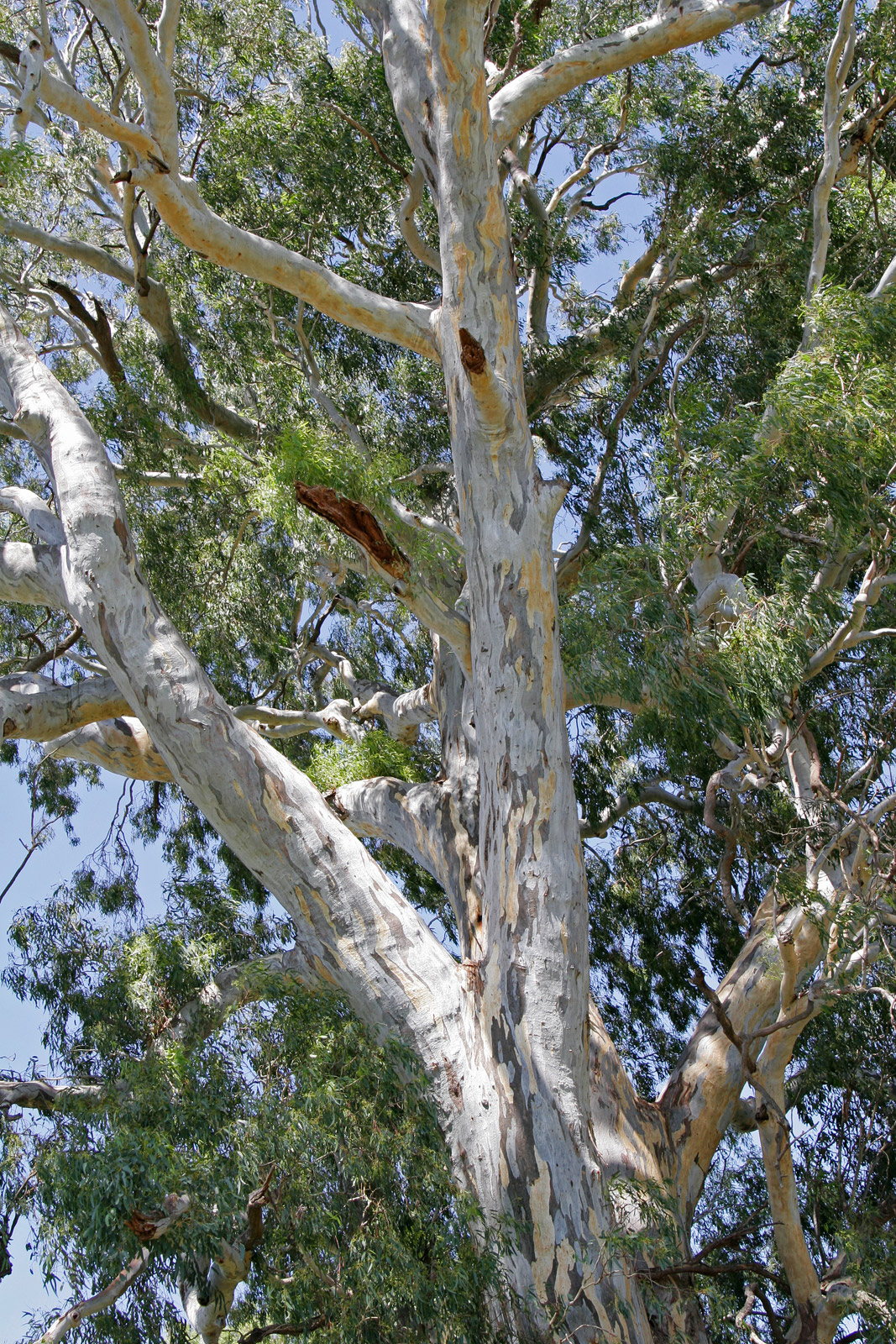
Gommier vermelho

Os célebres bosques de gommiers vermelhas de Barmah devem sua existência a falha de Cadell. Aconteceu aproximadamente há 20.000 anos, o Murray fluía ao norte de Echuca e um outro rio, o Goulburn, que atravessava esta cidade quando um movimento de terreno, que criou a falha de Cadell entre Deniliquin e Moama, levantou o lado oeste da falha (orientado norte-sul) de 8 a 12 m, bloqueando o fluxo das águas. A porção do rio situada na falha foi secando. Este canal praticamente a seco existe ainda hoje e é conhecido com o nome de Green Gully (a seca verde). O Murray formou um lago que pôde desaguar por vários rios: o atual Gulpa foi um dos primeiros. O Murray fluiu também para o norte rodeando a falha de Cadell, criando o braço chamado rio Edward, por onde flui ainda hoje em dia a maior parte das águas do Murray que vão pegar o antigo curso do Murray a Barham.
Outra parte da água do Murray consegue passar acima da represa perto de Barmah, cruzar um canal, e correr para sul pelo leito do Goulburn. Ainda hoje o canal, que se tem alargado progressivamente, apresenta passagens estreitas: Barmah Choke e The Narrows – lugar onde é anormalmente estreito. Este braço do Murray que anexou a porção fluvial de Goulburn segue o antigo leito do rio.

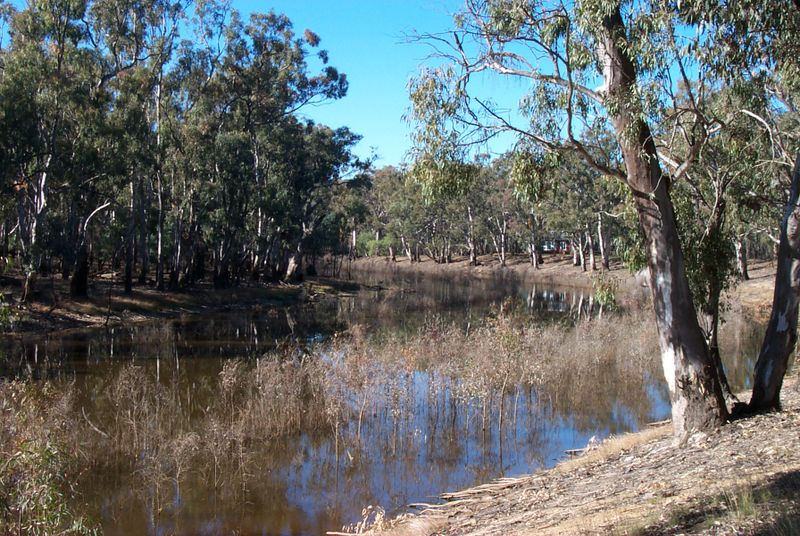
O Murray no meio de gommiers vermelhos

Esta série de acontecimentos complexos teve importantes conseqüências : enquanto sobre o resto de seu percurso o rio teve amplamente  tempo de cruzar um canal que pode conter o rio mesmo em períodos de elevadas águas, os novos braços (o Edward ao norte, o Goulburn ao sul bem como vários pequenos outros braços) não tiveram  tempo. Em caso de águas altas, o rio sai de seu leito para estender-se sobre todas as terras baixas vizinhas e de numerosas zonas pouco elevadas situadas na proximidade, oferecendo assim condições ideais ao desenvolvimento rápido dos gommiers vermelhos, uma variedade de eucalyptus. A formação dos bosques de gommiers vermelhos de Barmah é assim a conseqüência direta do deslocamento da falha de Cadell, 20.000 anos atrás.

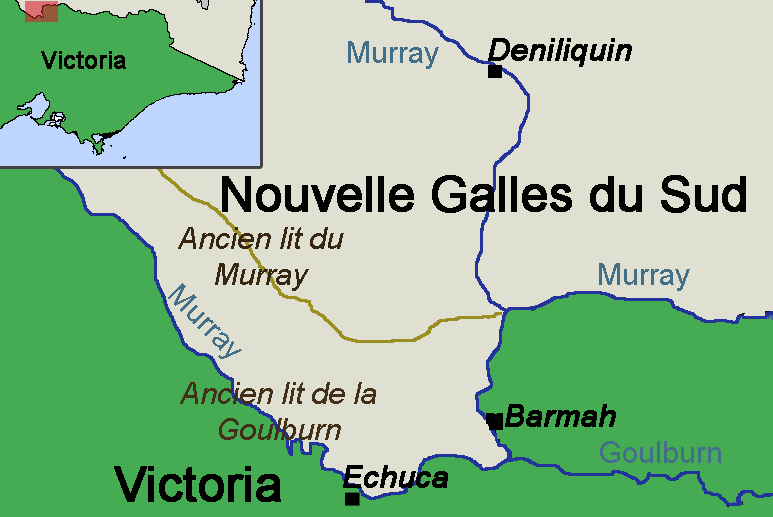
Barmah, única cidade estatal de Vitória a ter uma porção de Nova-Gales do sul … ao sul

A montante, o Barmah Choke e The Narrows não permitem a uma débil quantidade de água de correr neste braço do Murray. Segue que em período de inundação ou de irrigação importante, a maior parte da água que não pode passar pelo curso inunda os bosques de gommiers vermelhos e se evacua para o norte, pelo braço do Edward. O Murray não tem efetivamente um débito suficiente para ampliar os cursos e assim aumentar a quantidade de água que pode evacuar.
Outra peculiaridade: a cidade de Barmah, situada no Estado do Victoria, tem uma situação inabitual para uma cidade desta divisão administrativa. Em conseqüência da encrespa feita pelo braço sul do Murray, encontra-se no norte de uma parte da Nova Gales do Sul, enquanto todas as outras cidades (como Echuca, a aglomeração mais próxima) de Victoria se encontram no sul do estado vizinho como se pode ver no mapa da região. Efetivamente, o Murray que flui desde em oeste no norte de Barmah vai continuar o percurso e após colidir com a falha de Cadell, vai mudar completamente de direção para ir para o sudeste, passar sob o Barmah antes de pegar o leito de Goulburn e marchar para o oeste. Este "Z invertido" desenhado pelo rio está na origem da peculiaridade geográfica da cidade criando um pedaço de Nova Gales do Sul dentro de uma cidade do estado de Victoria.
A falha de Cadell é bastante peculiar porque se trata de um dique em terra, contínuo e baixo parecendo formar uma via indo para Barmah desde o oeste e quem pode aparecer estar a ação do homem para alguém que não sabe disso.

### Fauna
O Murray e seus afluentes prestam-se às necessidades de uma fauna única em seu gênero e adaptada a seus caprichos. Encontra sobretudo uma grande diversidade de peixes autóctones entre os quais o bacalhau do Murray, o  Maccullochella macquariensis, a perca dourada, a perca Macquarie, a perca prateada, o peixe-gato tandanus, o éperlan australiano e o Hypseleotris klunzingeri bem como outras espécies aquáticas tais que a tartaruga do Murray, o lagostim de Murray ou a gamba gigante de água doce. Mas é igualmente possível observar espécies comuns a todo o Sudeste de Austrália como a tartaruga de pescoço longo, o lagostim comum, a gamba Parataya, o rata de água e o ornithorynque. O Murray proporciona igualmente a água necessária aos célebres gommiers vermelhos que crescem nas suas margens e nos bosques vizinhos.
A saúde do rio declinou fortemente desde a época da colonização, sobretudo por causa das regulações fluviais; numerosas espécies aquáticas são ameaçadas a partir de agora, vulneráveis ou em via de desaparecimento. As recentes grandes secas de 2000 a 2007 puseram os bosques de gommiers vermelhos em perigo, pondo em perigo sua sobrevivência a longo prazo.
As espécies de peixe introduzidas, tais como a carpa ou a perca-comum, tiveram incidências muito negativas sobre a população de peixes original. A carpa contribuiu igualmente para a degradação ambiental do rio e dos seus afluentes destruindo a flora aquática e aumentando a opacidade das águas. Certas porções do rio só são habitadas por carpas.

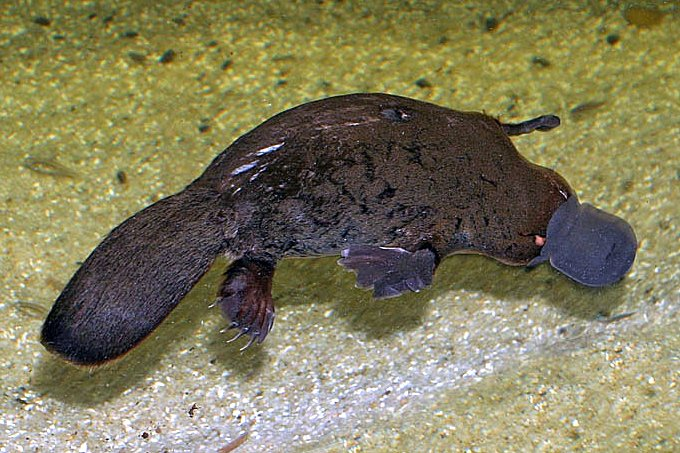
Ornitorrinco
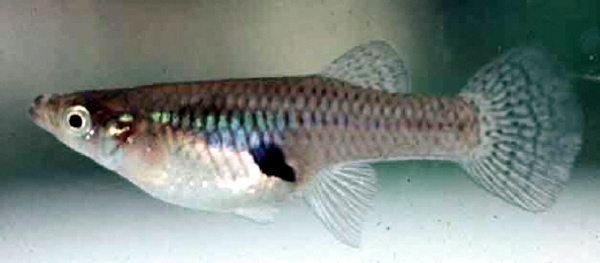
Gambusia
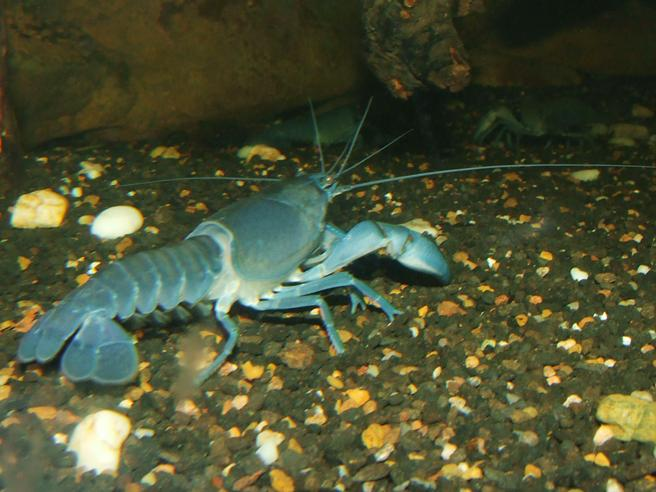
Cherax destructor
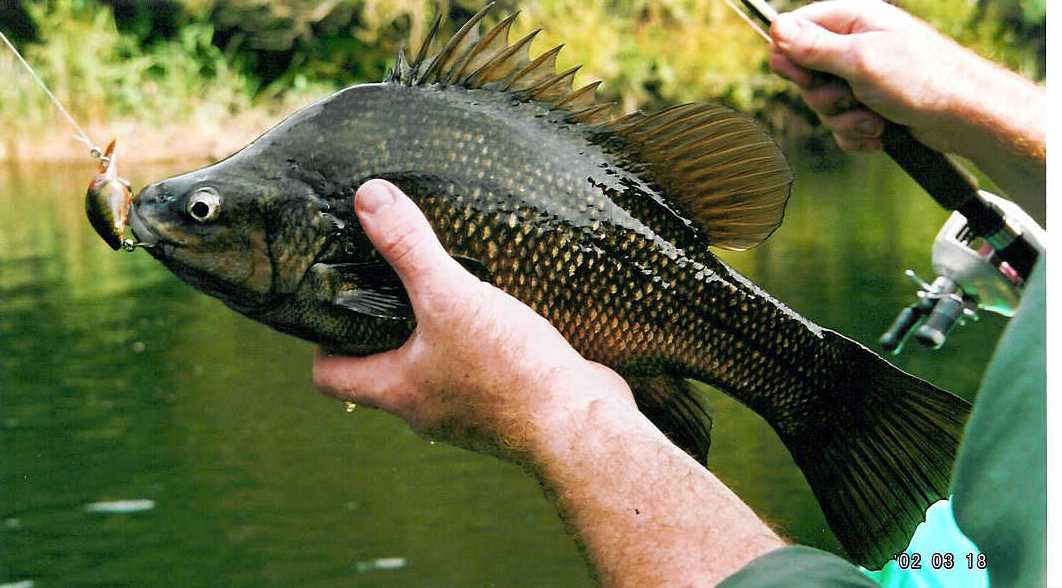
Perca Maquária

## História

### Mitologia

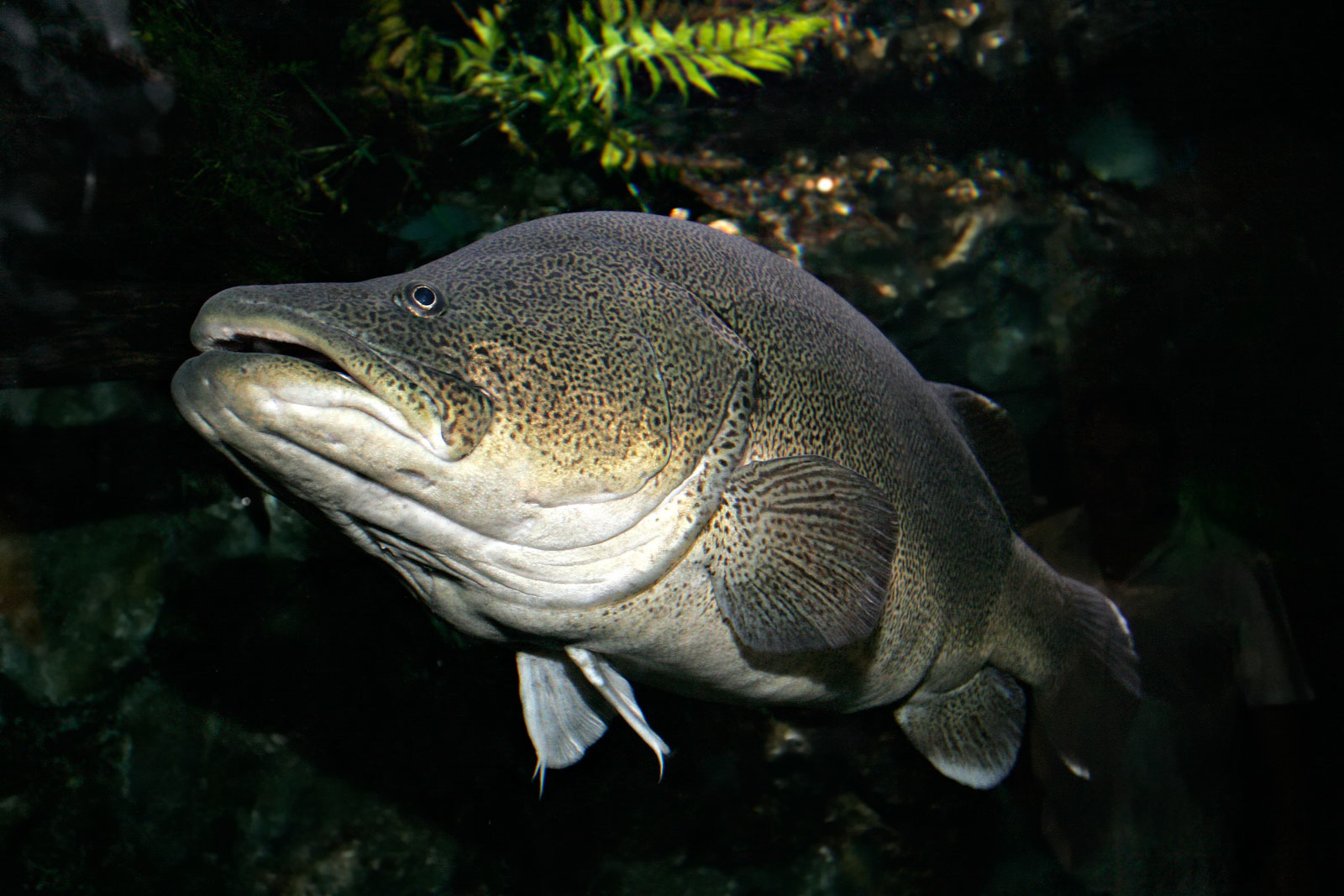
Pondi ou bacalhau de Murray

Como sendo o maior rio de um dos continentes mais secos do mundo, o Murray é uma parte integrante da cultura aborígenes em que ele era conhecido Millewa (na verdade, este é o nome mais frequente para a extensão do rio, e dezenas de tribos indígenas viviam em suas costas com um nome diferente). De acordo com os povos do Lago Alexandrina, o rio teria sido criada pela pegadas deixadas pelo antepassado GrandNgurunderi enquanto perseguia o Pondi, o bacalhau do Murray. A perseguição começou no interior da Nova Gales do Sul. Ngurunderi continuou peixe (que é muitas vezes representado como traços humanos como muitos totens aborígenes) sobre um jangada madeira de eucalipto ele desmarcando setas incansavelmente para. Mas Pondi foi uma presa rusée e cavado um labirinto de afluentes. Ngurunderi foi forçado a doca com a sua jangada e, muitas vezes, construir novas a cada passagem de uma afluentes.
Na Kobathatang, sorte virou e Ngurunderi finalmente conseguiu atingir Pondi da cauda com uma de suas flechas. No entanto, o choque foi tão grande que propulsa peixes até Peindjalang próximo de Tailem Bend. Que pretendam rectificar o seu erro, o caçador e suas duas mulheres (duas irmãs, esposas, por vezes de Waku e Kanu) dépêchèrent e tomou posição sobre a precipício Tailem Bend. Eles tendem, em uma emboscada Pondi que falhou novamente. Ngurunderi voltou para caçar, mas perdeu o rasto quando Pondi mergulhada no Lago Alexandrina. Ngurunderi então se mudou com as suas esposas, às margens do lago de pesca, mas não foi frutífera devido ao atentado contra um monstro conhecido como Muldjewangk água. Eles então mudou localização e liquidadas próximo Ashville. As duas cimeiras do Monte Miséria é suposto ser os restos de sua balsas. Eles são conhecidos asLalangengallorTwo embarcações(literalmente, "dois barcos").
Surpreendentemente, essa notícia lutador o exercício de uma cavada que o bacalhau Murray Murray persiste em muitas formas, em diferentes grupos linguísticos que vivem na vasta área bisected pela Murray. O povo Wotojobaluk Victoria falou em especial de uma certainTotyerguilaround Swan Hill, que entrou curto de setas como ele caçadas codOtchtout.

### Exploração europeia

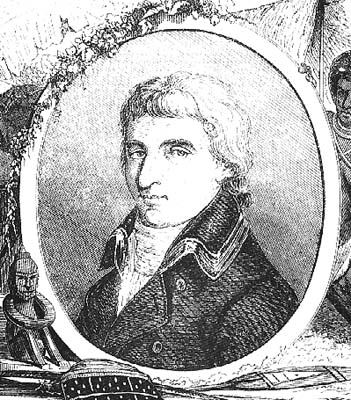
Nicolas Baudin

A existência de Murray era prevista bem antes de sua real descoberta pelos europeus. No final do século XVIII, na verdade, os seus conhecimentos sobre o costa oriental que é agora chamado de Austrália a crescer rapidamente, mediante transporte marítimo ou vários ingleses e franceses, e de estabelecer uma colônia penal para Botânica Baía. Por isso, eles repararam que este longo Costa no Oceano Pacífico foi tão desprovida de bocas importante que os bancos continuaram sumariamente mapeados pelos neerlandeses dos últimos dois séculos a norte e oeste, dada a actual Indonésia e  Oceano Índico. Para explicar, e fortes da descoberta do arquipélago da Nova Zelândia, que desacreditou a crença na existência de um vasto continente austral de um único inquilino, geógrafos apoiou o caso de haver um braço do mar entre o actual fundo do Golfo de Carpentária, e nunca visitou as terras situadas entre o cabo Leeuwin para o oeste e da Terra Diémen, é o atual TAS, leste. Ao abrigo deste regime, um longo estreito, por isso, dividido em dois ilha s de dimensão semelhante à vasta gama mítico anteriormente denominado Australis Terra, e recebeu as suas águas Major rios, em qualquer caso, as do bloco de Leste, porque o outro lado, do rio Swan, já era conhecido. Assim, ela veio muito cedo que um grande rio mais ou menos paralela à linha do equador decorreu de leste a oeste e, depois, lançou uma água em contato com a costa sul.

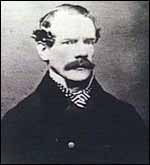
Francis Cadell

Em pouco tempo a concorrência entre as potências europeias foi sendo reativada pela Revolução Francesa. O reconhecimento da costa este desconhecido suposto ser enfraquecido por um rio capaz de fornecer água em abundância numa região tropical se tornou um assunto árido outro geoestratégica de importância: ela sugeriu a possibilidade de um controlo marítimo de uma grande porção de Terra, com base em um novo colónia que poderiam servir como um local de parar. Napoleão Bonaparte é uma iniciativa viagem exploração científica para elaborar um plano para a área e encontrar a saída do estreito ou hidrovia. Mas o expedição para Terres Australes parte de Le Havre sob o comando de Nicolas Baudin em Outubro de 1800 teve que concluir pela ausência de qualquer boca: ela era entretido com um encontro inesperado com o Matthew Flinders no Encontro da Baía, a poucos quilómetros a partir da entrada do Lago Alexandrina, que nenhum dos exploradores conhecia.
Por isso, os primeiros europeus a explorar a Murray foram Hamilton Hume e William Hovell, 1824, atravessada na actual Albury: eles chamaram rio Hume em honra do pai da primeira. Em 1830, o Capitão Charles Sturt atingiu o rio e estabelece o curso de um afluente, o rio Murrumbidgee, e chama-lhe Murray em homenagem a Sir George Murray, o secretário de Estado britânico para as colónias em 1828, não percebendo que era realmente o mesmo rio descoberto anteriormente por Hume e Hovell. Sturt, ao longo do resto do rio chegar Lago Alexandrina e da foz do rio. A última foi explorada mais profundamente por Collet Barker em 1831. Em 1852, Francisco Cadell construiu uma canoa e se tornou o primeiro europeu a descer o rio em sua totalidade.
Em 1856 e 1857, o zoólogo do Governo William Blandowski, com Gerard Krefft, exploraram a proximidade dos rios  Murray e Darling e compilaram uma lista de diferentes aves e mamíferos lá existentes. Durante sua expedição, foram recolhidos 17400 exemplares identificados e muitas novas espécies.

### Transporte fluvial

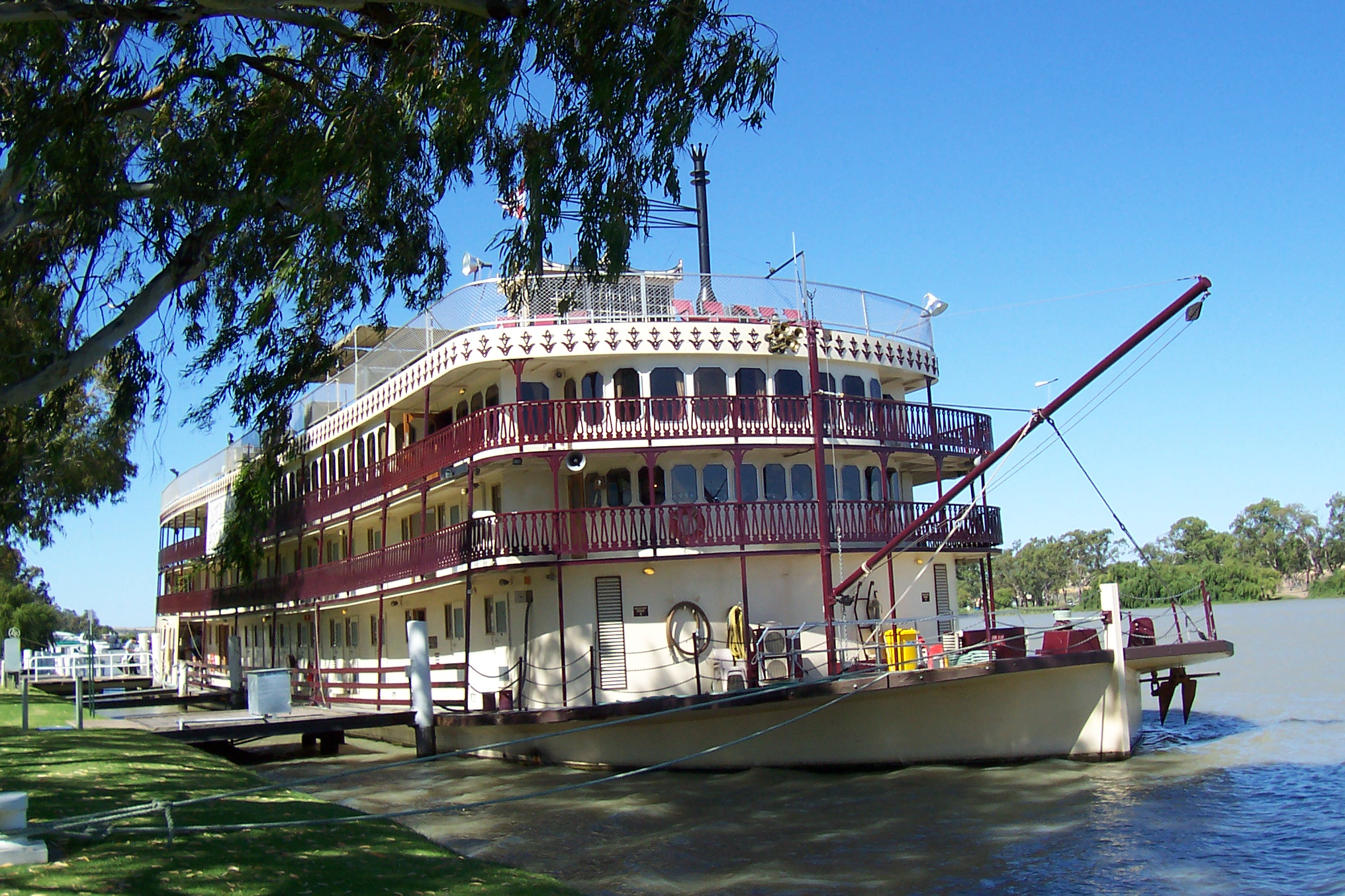
O Murray Princess, o maior barco de madrugada sobre a operação Murray

A má qualidade do estuário impede qualquer navio de entrar no Murray a partir do mar. No entanto, no século XIX, o rio foi palco de um importante tráfego comercial para usar barcos a vapor de fundo plano. As primeiras viagens foram feitas por duas embarcações de Austrália do Sul durante a Primavera inundação 1853. Uma delas, o Lady Augusta, Swan Hill chegou, ao passo que a outra, o Mary Ann, acabou em Moama (perto de Echuca). Em 1855, um barco a vapor transportando minério de ouro atingiu Albury enquanto os barcos estavam acostumados a dirigir-se a Echuca. Apenas pequenas embarcações que ligam as cidades a montante como Tocumwal, Wahgunyah e Albury.
A chegada de vapor transporte foi bem acolhida pelos agricultores que estavam sofrendo de uma escassez de transportes, devido à concorrência relacionada com as necessidades de grandes depósitos. Em 1860, 17 barcos a vapor navegaram ao longo do rio e seus afluentes. Com a chegada da ferrovia a Echuca em 1864, a maior parte da lã de Riverina foi transportada pelo rio para Echuca e, em seguida, transportado de comboio para Melbourne. O River Murray foi infestada com "dificuldades", árvores caíram na água. Foram envidados esforços consideráveis para manter o rio tráfego utilizando barcaças equipados com alavancas para gerar vapor para as desvantagens e recuperar a navegabilidade do rio. Recentemente, foram envidados esforços para restabelecer a muitas destas dificuldades, colocando novamente gommiers mortos no rio. O objetivo principal é a de restabelecer um habitat de criação de várias espécies de peixes.

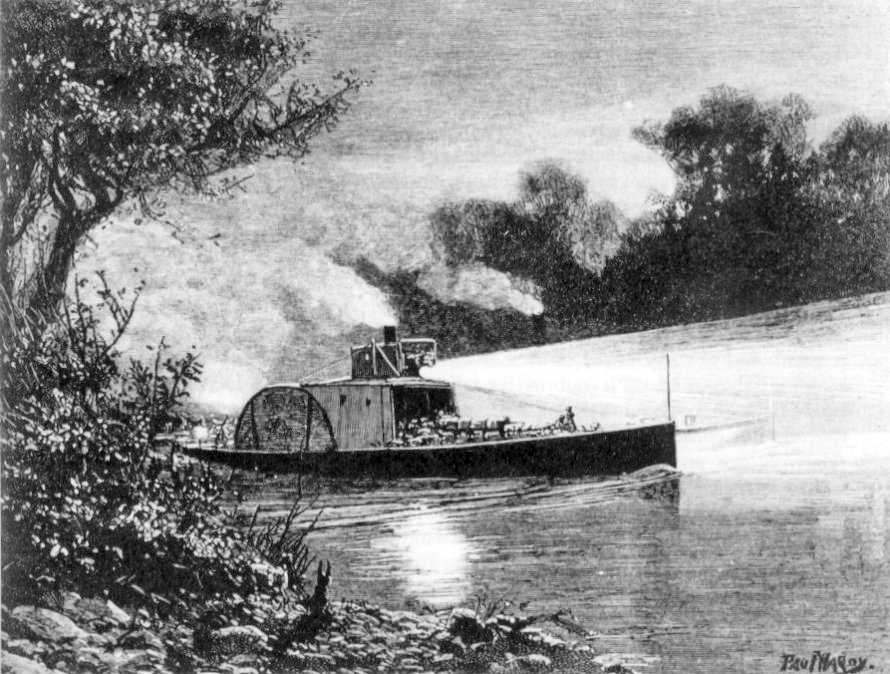
Burning um barco a vapor sobre a Murray, à noite, para 1880.

A quantidade ea qualidade dos rios comércio fizeram Echuca o segundo porto do Estado de Victoria, que tem testemunhado um importante desenvolvimento na década de 1870. Nessa altura, cerca de trinta vapor e um número igual de barcaças estavam operando sobre o rio em época alta. O rio começou a diminuir o tráfego como os ferroviário servindo as cidades ao longo do rio. O nível caprichosos rio tiver terminado o preenchimento do transporte fluvial, que não podia concorrer com ou ferroviário, ou, mais tarde, com o transporte rodoviário.
O rio continua a ser cruzado por barcos. Actualmente, a maioria do tráfego está relacionado com actividades de lazer como esqui aquático ou pesca. As casas-barcaças são comuns tanto na qualidade de habitação permanente ou arrendamento. Existe também um grande número de barcos velhos madrugadas, assim como mais novos navios de cruzeiros, que pode durar meia hora para cinco dias.